# Benny Kohlberg
Pour les articles homonymes, voir Kohlberg.
Benny Kohlberg (né le 17 avril 1954). est un ancien fondeur suédois.

## Jeux olympiques
- Jeux olympiques d'hiver de 1984 à Sarajevo  Yougoslavie:
  -  Médaille d'or en relais 4×10 km.

## Coupe du monde
- Meilleur classement final: 16e en 1982.
- 1 podium.